# 그림자 매핑

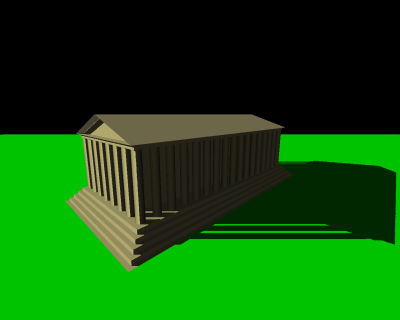
그림자 매핑이 있는 장면

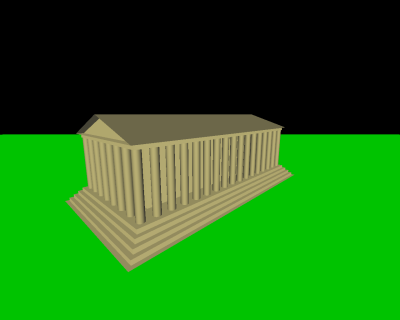
그림자가 없는 장면

그림자 매핑, 그림자 투영, 섀도 매핑(shadow mapping)은 3차원 컴퓨터 그래픽스에 그림자를 추가하는 프로세스이다. 이 개념은 1978년 랜스 윌리엄스(Lance Williams)가 "곡면에 곡선 그림자를 드리우기"(Casting curved shadows on curved surfaces)라는 제목의 논문에서 소개되었다. 그 이후로 많은 콘솔 및 PC 게임의 사전 렌더링 장면과 실시간 장면 모두에서 사용되었다.
그림자는 광원에서 화소가 보이는지 테스트하고, 텍스처 형태로 저장된 광원 뷰의 깊이(depth) 이미지나 z 버퍼와 픽셀을 비교하여 생성된다.

## 같이 보기
- 광선 투사
- 포톤 매핑
- 라디오서티